# Ƃ
Cette page contient des caractères spéciaux ou non latins. S’ils s’affichent mal (▯, ?, etc.), consultez la page d’aide Unicode.
Ne doit pas être confondu avec la lettre latine B crosse ‹ Ɓ, ɓ ›, la lettre cyrillique bé ‹ Б, б ›, ou la lettre géorgienne Nar ‹ ნ ›
Ƃ (minuscule ƃ), appelé B potence, est une lettre additionnelle qui était utilisée dans l'écriture du zhuang de 1957 à 1982 ou du yi de 1956 à 1958 ou du arvanitique de 1827 à 1880.
Sa forme est une altération de la lettre B minuscule, elle est proche de la lettre cyrillique ‹ Б, б ›. Sa forme majuscule, identique à celle de la lettre cyrillique, est aussi parfois utilisée comme forme du B crosse.

## Utilisation
À la suite de la modernisation de l’alphabet zhuang en 1982, ‹ Ƃ › a été remplacé par ‹ mb ›.
Elle est prononcée: [ɱ].
Le B potence a été brièvement utilisé dans l’alphabet mixte de 1956 pour l’écriture du yi. L’alphabet mixte a été adopté lors de la conférence sur la langue yi et son écriture de 1956, et a été accepté par le gouvernement provinciale du Sichuan et la Commission d’État des affaires de nationalités. Il a été utilisé à partir de 1957 dans les écoles, par le gouvernement et l’armée, et a remplacé l’alphabet latin de 1951. À la suite de la publication du pinyin en 1958, l’alphabet mixte est lui aussi remplacé.
L’alphabet li de 1957 a utilisé le B potence mais cet alphabet a été abondonné.

## Représentation informatique
Cette lettre possède les représentations Unicode suivantes :
| formes    | représentations | chaînes de caractères | points de code | descriptions                      |
| --------- | --------------- | --------------------- | -------------- | --------------------------------- |
| capitale  | Ƃ               | Ƃ                     | U+0182         | lettre majuscule latine b potence |
| minuscule | ƃ               | ƃ                     | U+0183         | lettre minuscule latine b potence |